# Heterospilus boharti
Heterospilus boharti (лат.) — вид наездников рода Heterospilus из подсемейства Doryctinae семейства бракониды (Braconidae). Встречаются в Центральной Америке: эндемик Коста-Рики.

## Описание
Мелкие перепончатокрылые насекомые, длина от 3,5 до 4,0 мм. Голова тёмно-коричневая; скапус жёлтый (без коричневой латеральной продольной полоски), флагеллум коричневый с апикальным белыми 5-8-м флагелломерами. Лоб и лицо бороздчатые, 4-7-й метасомальные тергиты гладкие. Мезоплеврон и скутеллюм гранулированные. Маларное пространство больше чем 0,25 от высоты глаза. Жгутик состоит из 25—27 члеников. Расстояние между оцеллием и сложным глазом менее чем в 2,5 раза превосходит диаметр бокового оцеллия. В переднем крыле развита радиомедиальная жилка. Передняя голень с единственным рядом коротких шипиков вдоль переднего края. На задних тазиках ног есть отчётливый антеровентральный базальный выступ, вертекс головы сбоку у глаз нерезко угловатый. Предположительно, как и другие виды рода Heterospilus, паразитируют на жуках или бабочках. Вид был впервые описан в 2013 году американским гименоптерологом Полом Маршем (Paul M. Marsh; Норт-Ньютон, Канзас, США) с группой американских коллег-энтомологов (Wild Alexander L., Whitfield James B.; Иллинойсский университет в Урбане-Шампейне, Эрбана, Иллинойс, США) и назван в честь крупного специалиста по перепончатокрылым насекомым Ричарда Бохарта (Richard M. Bohart, University of California, Davis). От близких видов Heterospilus boharti отличается бороздчатостью тела (гладкие только 4-7 тергиты брюшка) и жилкованием крыльев (жилка r переднего крыла короче, чем жилка 3RSa; в заднем крыле есть жилка SC+R, а жилка M+CU короче жилки 1M).